# Dotze sonates op. 2 (Vivaldi)

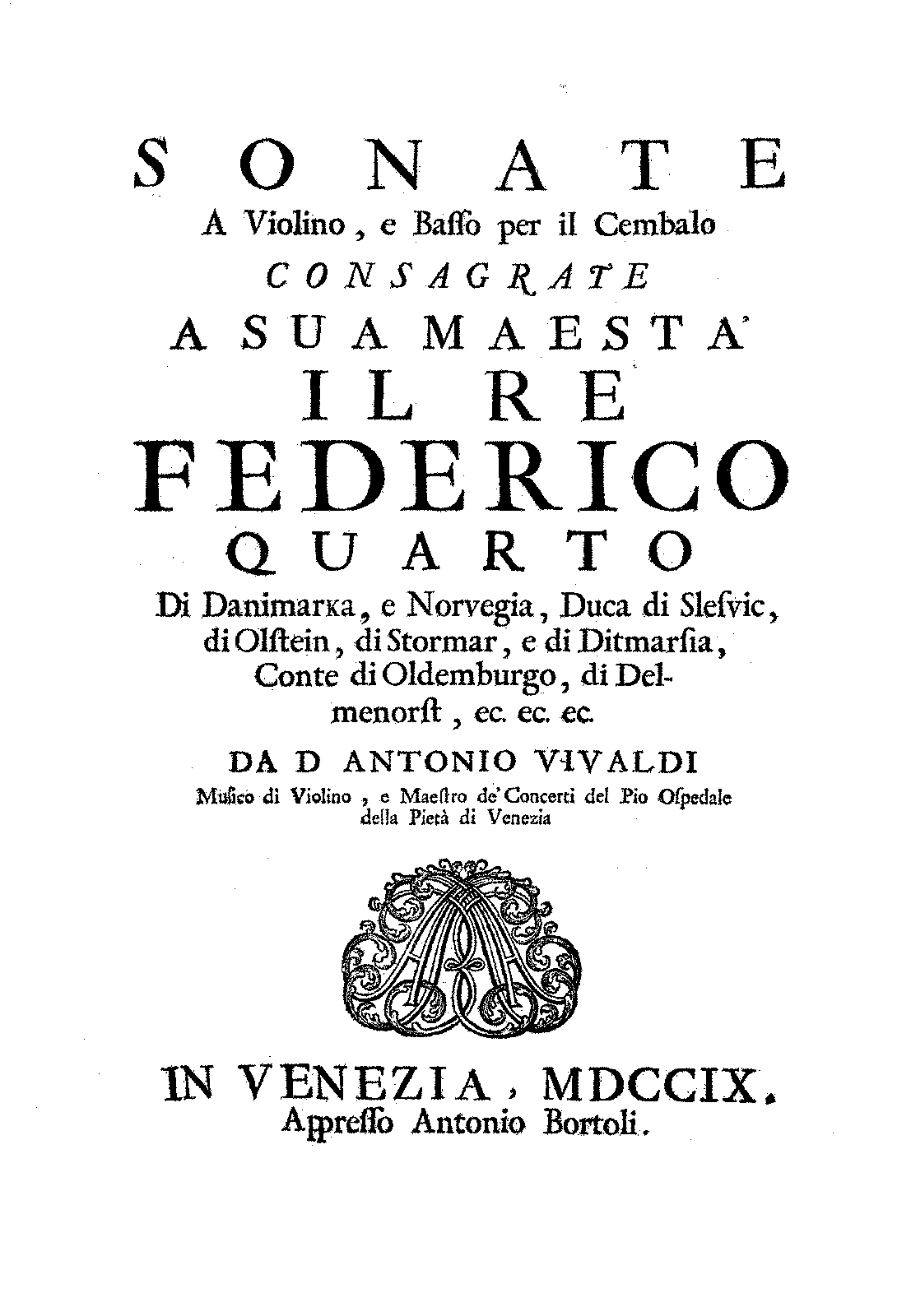
Dotze sonates op. 2

Antonio Vivaldi va escriure un conjunt de Dotze sonates per a violí i baix continu, op. 2, l'any 1709. Van sortir publicades per Antonio Bortoli a Venècia el 1709 (en tipus movible). La col·lecció fou reeditada més tard per Estienne Roger (qui esdevindria l'editor principal de Vivaldi) a Amsterdam cap el 1712/13. Estan dedicades a Frederic IV de Dinamarca.

## Llista de sonates
Llista de les Dotze sonates, op. 2 amb els moviments corresponents. Set d'aquestes sonates estan en tonalitat menor.
- «Sonata núm. 1 en sol menor, RV 27» (7'18")[6]

1. Preludio (Andante)
2. Giga (Allegro)
3. Sarabanda (Largo)
4. Corrente (Allegro)

- «Sonata núm. 2 en la major, RV 31» (6'03")

1. Preludio A Capriccio (Presto/Adagio)
2. (Presto)
3. Corrente (Allegro)
4. (Adagio)
5. Giga (Allegro)

- «Sonata núm. 3 en re menor, RV 14» (7'20")

1. Preludio (Andante)
2. Corrente (Allegro)
3. (Adagio)
4. Giga (Allegro)

- «Sonata núm. 4 en fa major, RV 20» (8'56")

1. (Andante)
2. Allemanda (Allegro)
3. Sarabanda (Andante)
4. Corrente (Presto)

- «Sonata núm. 5 en si menor, RV 36» (4'57)

1. Preludio (Andante)
2. Corrente (Allegro)
3. Giga (Presto)

- «Sonata núm. 6 en do major, RV 1» (5'56")

1. Preludio (Andante)
2. Allemanda (Presto)
3. Giga (Allegro)

- «Sonata núm. 7 en do menor, RV 8» (6'14")

1. Preludio (Andante)
2. Allemanda (Allegro)
3. Corrente (Allegro)

- «Sonata núm. 8 en sol major, RV 23» (5:32)

1. Preludio (Largo)
2. Giga (Presto)
3. Corrente (Allegro)

- «Sonata núm. 9 en mi menor, RV 16» (7:25)

1. Preludio (Andante)
2. Capriccio (Allegro)
3. Giga (Allegro)
4. Gavotta (Presto)

- «Sonata núm. 10 en fa menor, RV 21» (5:48)

1. Preludio (Largo)
2. Allemanda (Allegro)
3. Giga (Allegro)

- «Sonata núm. 11 en re major, RV 9» (4:54)

1. Preludio (Andante)
2. Fantasia (Presto)
3. Gavotta (Allegro)

- «Sonata núm. 12 en la menor, RV 32» (8:43)

1. Preludio (Largo)
2. Capriccio (Presto)
3. (Grave)
4. Allemanda (Allegro)